# Bertrand Liebert
Bertrand Liebert est un acteur français.
Actif dans le doublage, il est notamment la voix française régulière de Kyle Secor, Jeffrey Donovan, William Mapother, Reggie Lee, J. August Richards et Henry Czerny, ainsi qu'entre autres l'une des voix de Reed Diamond, Kevin Corrigan, Sean Hayes et Cary Elwes.

## Biographie
Bertrand Liebert a suivi des cours d'art dramatique au cours René Simon puis au Petit Conservatoire de Mireille. Il y a aussi appris le chant classique et moderne ainsi que le piano,. En parallèle de sa formation d'acteur, il a aussi suivi des cours de danse classique durant six ans.
Il commence sa carrière au théâtre, au cinéma et à la télévision. En 1983, il joue dans Y a-t-il un pirate sur l'antenne ? de Jean-Claude Roy et dans Prénom Carmen de Jean-Luc Godard ainsi que dans le téléfilm On ne le dira pas aux enfants de Philippe Ducrest.
C'est sur un plateau de télévision qu'il rencontre un comédien qui lui propose de le présenter à Jenny Gérard pour s'essayer au technique du doublage. Il recentre alors son activité vers ce domaine. À ses débuts, il double entre autres Tom Cruise dans L'Esprit d'équipe, Hugh Grant dans An Awfully Big Adventure et Joe Pantoliano dans Bad Boys, ainsi que plusieurs personnages notoires de séries télévisées comme Forrest Gates (Leonard Roberts) dans Buffy contre les vampires, Charles Gunn (J. August Richards) dans Angel (91 épisodes, 2000-2004), Jack McFarland (Sean Hayes) dans Will et Grace (188 épisodes, 2000-2007), Tony Almeida (Carlos Bernard) dans 24 heures chrono (115 épisodes, 2001-2009), Brad Follmer (Cary Elwes) dans X-Files : Aux frontières du réel (2002), Ethan Rom (William Mapother) dans Lost : Les Disparus, William « Bill » Kim (Reggie Lee) dans Prison Break, Thomas Howard, 3e duc de Norfolk (Henry Czerny) dans Les Tudors. (2007) ou encore Michael Westen (Jeffrey Donovan) dans Burn Notice (111 épisodes, 2007-2013).

## Théâtre

### Comédien
- 1981 : L'Homme, la Bête et la Vertu de Luigi Pirandello, mise en scène Henri Tisot, théâtre des Célestins
- 1982 : Arlequin poli par l'amour de Marivaux, mise en scène Brigitte Caracache, théâtre du Lucernaire
- 1986 : Les Petits Oiseaux d'Eugène Labiche et Alfred Delacour, mise en scène Philippe Rondest, théâtre des Mathurins
- 1991 : Bon week-end, monsieur Bennett[Où ?]

### Metteur en scène
- 2005 : Rio-Roubaix de Benjamin Lefebvre, théâtre Clavel[5]

## Filmographie

### Cinéma

#### Longs métrages
- 1983 : Y a-t-il un pirate sur l'antenne ? ou Superflic se déchaîne de Jean-Claude Roy : Laurent
- 1983 : Prénom Carmen de Jean-Luc Godard : le garde du corps
- 1998 : Watani, un monde sans mal de Med Hondo : ?
- 2008 : Secret défense de Philippe Haïm : le directeur des opérations

#### Courts métrages
- date inconnue : Vous avez écrit ça pour moi ? de Marie-Florence Gros et Cyril Delettre : l'auteur à succès[6]

### Télévision
- 1983 : On ne le dira pas aux enfants de Philippe Ducrest : Stéphane (téléfilm)
- 1990 : La Famille Ramdam, série télévisée de Christiane Lehérissey

## Doublage

### Cinéma

#### Films
- Jeffrey Donovan dans (5 films) :
  - Catherine's Grove (1997) : Thomas Mason
  - L. B. Johnson, après Kennedy (2016) : John F. Kennedy
  - Extremely Wicked, Shockingly Evil and Vile (2019) : John O'Connell
  - L'Un des nôtres (2020) : Bill Weboy
  - RIPD 2 : Le Réveil des damnés (2022) : Roicephus « Roy » Pulsipher

- Cary Elwes dans :
  - Princess Bride (1987) : Westley / l'effroyable Pirate Roberts
  - Les Aventures de Tintin : Le Secret de La Licorne (2011) : le pilote

- Lars Rudolph (en) dans :
  - Go for Gold ! (1997) : Jeff
  - Baby (en) (2002) : Paul

- Oanh Nguyen dans :
  - Deux Frères (2004) : son excellence
  - Les Infiltrés (2006) : ?

- Kevin James dans :
  - Hitch, expert en séduction (2005) : Albert Brennama
  - Prof poids lourd (2012) : Scott Voss

- Kevin Corrigan dans :
  - Le Meilleur Ami de l'homme (en) (2006) : Benny
  - Le Chaperon (2011) : Phillip Larue

- 1983 : L'Esprit d'équipe : Stefen Djordjevic (Tom Cruise[4])
- 1984 : Hong Kong 1941 : Yip Kim Fay (Chow Yun-fat)
- 1988 : Masquerade : Tim Whalen (Rob Lowe)
- 1990 : Cadence : Edward James Webb (Michael Beach)
- 1992 : Les Hauts de Hurlevent : Linton Heathcliff (Jonathan Firth)
- 1992 : Jumpin' at the Boneyard : Dan (Lewis Arquette)
- 1992 : Les Démons du maïs 2 : Le Sacrifice final : Micah (Ryan Bollman)
- 1993 : Chute libre : l'inspecteur Brian (Steve Park)
- 1993 : Les Survivants : Carlitos Paez (Bruce Ramsay)
- 1993 : True Romance : Dick Ritchie (Michael Rapaport)
- 1995 : An Awfully Big Adventure : Meredith Potter (Hugh Grant)
- 1995 : Bad Boys : le capitaine C. Howard (Joe Pantoliano)
- 1995 : Orky : Simon (Tom Cavanagh)
- 1995 : Halloween 6 : Tommy Doyle (Paul Rudd)
- 1998 : Sexe et autres complications : Jason Bock (Johnny Galecki)
- 1998 : Never 2 Big : Khaleed (Donald Faison)
- 1999 : Le Déshonneur d'Elisabeth Campbell : William Kent (Timothy Hutton)
- 1999 : Les Aigles d'acier : le colonel Lee Banning (Robert Patrick)
- 1999 : Trader : George Seow (Tom Wu)
- 1999 : Un vent de folie : Steve Montgomery (David Strickland)
- 2000 : 60 secondes chrono : Fuzzy Frizzel (Bodhi Elfman)
- 2000 : The Watcher : Mitch Caster (Robert Cicchini)
- 2002 : Fashion victime : Jake Perry (Josh Lucas)
- 2004 : Layer Cake : Cody (Dexter Fletcher)
- 2004 : Land of Plenty : Jimmy (Richard Edson)
- 2004 : Spartan : Jones (Kick Gurry)
- 2005 : Tideland : Dickens (Brendan Fletcher)
- 2005 : La Légende de Zorro : ? ( ? )
- 2007 : Meet Bill : Paul (Reed Diamond)
- 2007 : Sans plus attendre : Thomas (Sean Hayes)
- 2008 : Chronique des morts-vivants : Gordo Thorsen (Chris Violette)
- 2009 : Pas si simple : le médecin de l'hôtel (Pat Finn)
- 2010 : Very Bad Cops : lui-même (Derek Jeter)
- 2011 : The Thing : Henrik (Jo Adrian Haavind)
- 2011 : Mission impossible : Protocole Fantôme : Leonid Lisenker (Ivan Shvedoff)
- 2012 : Men in Black 3 : Tommy Agee (Tony Joe)
- 2012 : LOL USA : Roman (Fisher Stevens)
- 2014 : Le Vieux qui ne voulait pas fêter son anniversaire : Harry S. Truman (Kerry Shale)
- 2017 : Handsome : Une comédie policière Netflix : Devon (Adam Ray)
- 2022 : Sweet Girl : Dr Wu (Reggie Lee)
- 2023 : Godzilla Minus One : Yōji Akitsu (Kuranosuke Sasaki (en))

#### Films d'animation
- 1993 : L'Étrange Noël de monsieur Jack : Gram[n 1]
- 2002 : Peter Pan 2 : Retour au Pays imaginaire : voix additionnelles
- 2003 : Le Monde de Nemo : Baz
- 2005 : Piccolo, Saxo et Compagnie : Hautbois, Gouge
- 2024 : La Nuit d'Orion : Insomnie[n 2]

### Télévision

#### Téléfilms
- Henry Czerny dans :
  - L'Odyssée du pôle nord (1999) : Robert Peary
  - Innocence fatale (2000) : Arthur Bradley
  - Bobby, seul contre tous (2010) : Robert Griffith
- Chris Potter dans :
  - Kung Fu : La légende continue, le téléfilm pilote (1992) : Peter Caine
  - Un soupçon de magie (2009) : Jake Russell[n 3]
- Michael Jai White dans :
  - Tyson (1996) : Mike Tyson
  - La Colère de Sarah (2011) : Derreck
- 1987 : Une vie de star : Josh Sydney (Chad Lowe)
- 1992 : Empire City : Joey Andre (Michael Paré)
- 1993 : Un don pour tuer : Cary Sloan (Henry Thomas)
- 1994 : Disparition en haute mer : Joe Sheldon (John Stamos)
- 1998 : Au-delà des rêves : Teddy Johnson / Ray Ordwell Jr. (Casper Van Dien)
- 1998 : Rien d'autre que l'amour : Matthew Heller (Rob Morrow)
- 1998 : De parfaits petits anges : Mitch Furress (Brendan Fehr)
- 1998 : Le Crime défendu : Philly Ross (Lawrence Monoson (en))
- 1999 : Flora et les siens : Willie (Blair Underwood)
- 1999 : Judgment Day : frère Thomas Payne (Mario Van Peebles)
- 2000 : Meurtre à Devil's Glen : Oliver (Jack Noseworthy)
- 2000 : Un meurtre parfait : l'officier (J. C. MacKenzie)
- 2001 : Visions : Michael Lewis (Andrew McCarthy)
- 2003 : Martin and Lewis : Jerry Lewis (Sean Hayes)
- 2004 : Innocence suspecte : inspecteur Jack Brooks (Morgan Weisser)
- 2005 : Une femme infidèle : Jim Montet (Kyle Secor)
- 2006 : Magnitude 10,5 : L'Apocalypse : Dr Miguel Garcia (Carlos Bernard)
- 2008 : Au nom de la passion : Clayton (Gordon Michael Woolvett)
- 2008 : Un soupçon de magie : Jake Russell (Chris Potter)
- 2009 : Kung Fu Killer : Bingo (James Taenaka)
- 2012 : Un enfant à vendre : Gabriel (Bill Jacobson)
- 2012 : Sam Axe : La Dernière Mission : Michael Westen (Jeffrey Donovan) (caméo)
- 2013 : Ma vie avec Liberace : Ray Arnett (Tom Papa)

#### Séries télévisées
- Kyle Secor dans (14 séries) : 
  - Homicide (1994-2000) : l'inspecteur Tim Bayliss
  - La Vie à cinq (2000) : Evan Stillman (8 épisodes)
  - Philly (2002) : Daniel X. Cavanaugh (22 épisodes)
  - Commander in Chief (2006) : Rod Calloway (19 épisodes)
  - Hidden Palms : Enfer au paradis (2008) : Alan « Skip » Matthews (4 épisodes)
  - Women's Murder Club (2008) : Hanson North (5 épisodes)
  - Ghost Whisperer (2009) : Doug Bancroft (saison 4, épisode 11)
  - Boston Justice (2009) : Dr Robert Brooks (saison 5, épisode 4)
  - FBI : Duo très spécial (2010) : Dr Wayne Powell (saison 1, épisode 10)
  - Hawaii 5-0 (2011) : l'ambassadeur Michael Reeves (saison 1, épisode 5)
  - Esprits criminels (2011) : Don Sanderson (saison 6, épisode 11)
  - Private Practice (2011) : Adam Wilder (2 épisodes)
  - The Gates (2012) : Thomas Bates (4 épisodes)
  - Mentalist (2013) : le révérend Peter DiBuono (saison 5, épisode 13)

- William Mapother dans (10 séries) :
  - Lost : Les Disparus (2005-2011) : Ethan Rom
  - Threshold : Premier Contact (2006) : Gunneson (2 épisodes)
  - Esprits criminels (2009) : Ian Corbin (saison 4, épisode 4)
  - Mentalist (2012 / 2014) : Richard Haibach (4 épisodes)
  - Justified (2012) : Delroy (2 épisodes)
  - Castle (2013) : Carl Matthews (saison 6, épisode 9)
  - Hawaii 5-0 (2014) : Eric Porter (saison 5, épisode 2)
  - Supergirl (2016) : Dr Rudy Jones / Parasite (saison 2, épisode 6)
  - Blacklist (2018) : Bill (saison 5, épisode 9)
  - L'Arme fatale (2018) : Jacob Porter (saison 3, épisode 4)

- Reggie Lee dans (8 séries) :
  - Prison Break (2006-2007) : William « Bill » Kim (16 épisodes)
  - NCIS : Enquêtes spéciales (2008) : Jonathan Chow (saison 5, épisode 12)
  - Super Hero Family (2011) : Dr Francis Chiles (5 épisodes)
  - FBI : Duo très spécial (2011) : l'ambassadeur Kyi (saison 2, épisode 12)
  - Hawaii 5-0 (2017) : Joey Kang (saison 8, épisode 4)
  - NCIS : Nouvelle-Orléans (2018) : ASAC Steven Thompson (2 épisodes)
  - Bienvenue chez les Huang (2018-2019) : Julius (2 épisodes)
  - New York, unité spéciale (2022) : Paul Lee (saison 23, épisode 20)

- J. August Richards dans (7 séries) :
  - Angel (2001-2005) : Charles Gunn
  - Les 4400 (2007) : John Shaffner (saison 3, épisode 9)
  - Raising the Bar : Justice à Manhattan (2009) : Marcus McGrath (25 épisodes)
  - Grey's Anatomy (2011) : Richard Webber jeune (saison 6, épisode 15)
  - The Defenders (2011) : Bracken (2 épisodes)
  - Warehouse 13 (2012) : Zach Adanto (saison 3, épisode 7)
  - Arrow (2013) : M. Blank (saison 1, épisode 20)

- Reed Diamond dans (5 séries) : 
  - New York, police judiciaire (1995) : Christopher Baylor (saison 2, épisode 6)
  - Amy (2001-2003) : Stuart Collins (1re voix)
  - Ghost Whisperer (2006) : Dr Martin Schaer (saison 2, épisode 11)
  - Desperate Housewives (2012) : Greg Limon (2 épisodes)
  - Wes et Travis (2012) : Robert Yule (saison 1, épisode 11)

- Jeffrey Donovan dans (5 séries) : 
  - Le Caméléon (1998) : Kyle (3 épisodes)
  - Threshold : Premier Contact (2006) : Dr Julian Sloan (2 épisodes)
  - Preuve à l'appui (2008) : William Ivers (5 épisodes)
  - Burn Notice (2008-2014) : Michael Westen (111 épisodes)
  - Fargo (2015) : Dodd Gerhardt (saison 2)

- Leonard Roberts dans (4 séries) :
  - Buffy contre les vampires (2000) : Forrest Gates (12 épisodes)
  - Tru Calling : Compte à rebours (2004) : Blake (saison 1, épisode 4)
  - Smallville (2006-2007) : Nam-Ek (2 épisodes)
  - Mom (2017-2018) : Ray (4 épisodes)

- Henry Czerny dans (4 séries) :
  - Les Tudors (2007) : Thomas Howard, 3e duc de Norfolk
  - Monk (2009) : Aaron Larkin (saison 7, épisode 8)
  - Flashpoint (2009) : Jack Swanson (saison 1, épisode 2)
  - Revenge (2011-2015) : Conrad Grayson (68 épisodes)

- Matt Cedeño dans :
  - Des jours et des vies (2000-2007) : Brandon Walker (702 épisodes)
  - Mentalist (2010) : Narcisco Rubrero (saison 2, épisode 10)
  - Devious Maids (2013-2014) : Alejandro Rubio (13 épisodes)

- Sean Hayes dans :
  - Will et Grace (2000-2007) : Jack McFarland (188 épisodes)
  - Smash (2014) : Terry Falls (3 épisodes)
  - The Millers (2015) : Kip Finkle (11 épisodes)

- Cary Elwes dans : 
  - X-Files : Aux frontières du réel (2002) : Brad Follmer (6 épisodes)
  - New York, unité spéciale (2008) : Sidney Truex (saison 8, épisode 14)
  - Psych : Enquêteur malgré lui (2011-2014) : Pierre Despereaux (4 épisodes)

- Kevin Corrigan dans :
  - Damages (2009) : Finn Gravity (4 épisodes)
  - Californication (2010) : Mike « Zloz » Zlozowski (saison 3, épisode 5)
  - Mercy Hospital (2010) : Gerard (2 épisodes)

- Michael Paré dans :
  - Texas Police (1988) : le sergent Joey La Fiamma (30 épisodes)
  - South Beach (2007) : Charlie Evans (3 épisodes)

- Chris Potter dans :
  - Kung Fu, la légende continue (1994-1998) : Peter Caine (83 épisodes)
  - Queer as Folk (2002) : Dr David Cameron (19 épisodes)

- David Marshall Grant dans :
  - New York, police judiciaire (1997) : Charlie Harmon (saison 8, épisodes 4 et 8)
  - Meurtres et Autres Complications (2024) : Lawrence (8 épisodes)

- Anthony Starke dans : 
  - Le Caméléon (1998) : Michael Patrick (saison 1, épisode 10)
  - Boston Public (2002) : Joey Miller (saison 1, épisode 11)

- Maury Sterling dans :
  - Angel (2000) : Barney (saison 1, épisode 10)
  - Esprits criminels (2007) : Jim Meyers (saison 2, épisode 9)

- Rick Warden dans :
  - Frères d'armes (2001) : le lieutenant Harry Welsh (mini-série)
  - A Spy Among Friends (en) (2022) : Arthur Martin (mini-série)

- Byron Mann dans :
  - Dark Angel (2001-2003) : l'inspecteur Matthew Sung (8 épisodes)
  - Smallville (2003-2005) : Kern (2 épisodes)

- Carlos Bernard dans :
  - 24 Heures chrono (2002-2010) : Tony Almeida
  - Les Experts : Miami (2012) : Diego Navarro (saison 10)

- Tom T. Choi dans :
  - Teen Wolf (2014-2016) : M. Yukimura (21 épisodes)
  - Agent Carter (2016) : Dr Chung (2 épisodes)

- Bill Irwin dans :
  - Legion (2017-2019) : Cary Loudermilk (27 épisodes)
  - This Is Us (2018) : le médecin urgentiste (épisode Soirée du Super Bowl)

- 1988-1995 : La Loi de Los Angeles : Jonathan Rollins (Blair Underwood) (149 épisodes)
- 1990-1993 : Hooker : l'officier Vince Romano (Adrian Zmed) (72 épisodes)
- 1990-1992 : Docteur Doogie : Dr Jack McGuire (Mitchell Anderson) (51 épisodes)
- 1994 et 1996 : Arabesque : Ben Forman (David Kriegel (en)) (saison 10, épisode 4), Dr Ray Stinson (John Dye) (saison 11, épisode 7), Eddie Saunders (Željko Ivanek) (saison 11, épisode 22), Ian O'Bannon (Ross Kettle) (saison 12, épisodes 4 et 5)
- 1994 : Code Quantum : Doug Bridges / Reiser (Peter Spears) (saison 5, épisode 14)
- 1995-1999 : Babylon 5 : Dr Stephen Franklin (Richard Biggs) (110 épisodes)
- 1995 : Models Inc. : Craig Bodi (Don Michael Paul) (17 épisodes)
- 1995 et 1996 : X-Files : Aux frontières du réel : Michael (Nicholas Lea) (saison 1, épisode 14) et le lieutenant Terry Wilmer (Colin Cunningham) (saison 2, épisode 17)
- 1997-2000 : Profiler : Jack de tous les coups / Albert Newquay / le shérif Ed Post (Dennis Christopher) (45 épisodes)
- 1997 : Le Caméléon : Jeffrey Baytos (Raphael Sbarge) (saison 1, épisode 7), le cowboy (Granville Ames) (saison 1, épisode 12), Fernando Ramos (David Barrera) (saison 2, épisode 1)
- 1998 : Affaires non classées : inspecteur Rob Bradley (Mark Letheren) (4 épisodes)
- 1998 : Buffy contre les vampires : Sid (Tom Wyner) (saison 1, épisode 9), Larry Blaisdell (Larry Bagby) (1re voix - saison 2, épisode 6), Willy (Saverio Guerra) (1re voix - saison 2, épisodes 9 et 10), Dodd McAlvy (Jake Patellis) (saison 2, épisode 20)
- 1998 : Demain à la une : Kareem Jackson (Nigel Thatch) (saison 2, épisode 6)
- 1999 : Legacy : William Winters (Sean Bridgers) (11 épisodes)
- 1999 et 2001 : Helicops : Stephan Rubelli (Matthias Matz) (2 épisodes)
- 1999 : New York, police judiciaire : Frank Lazar (Mark Blum) (saison 9, épisode 5)
- 1999 : The Practice : Donnell et Associés : Jay Hickman (Paul Cassell) (2 épisodes)
- 2000 : Angel : Kevin (Johnny Messner) (saison 1, épisode 2), Ernie Nellins (Anthony Guidera) (saison 1, épisode 16)
- 2000 : Les Anges du bonheur : Charles Lindbergh (Ned Vaughn) (saison 5, épisode 26)
- 2000 : Buffy contre les vampires : Hobson (David Jones) (saison 3, épisode 12), Bob (Michael Cudlitz) (saison 3, épisode 13), Percy West (Ethan Erickson) (saison 3, épisode 16), Eddie (Pedro Pascal) (saison 4, épisode 1), Hus (Tod Thawley) (saison 4, épisode 8)
- 2000 : Dawson : Lloyd (Cedrick Terrell) et le professeur Harris (Scott Simpson) (saison 2, épisode 13), Tim McPhee (Scott Denny) (saison 2, épisode 20)
- 2000 : Demain à la une : Julius « C-Roc » Ruby (Coolio) (saison 3, épisode 16)
- 2000 : Providence : Dan Freed (Jerry Levine) (saison 2, épisode 6)
- 2001 : Washington Police : Nick Pierce (Justin Theroux) (27 épisodes)
- 2001 : Dark Angel : Mitch (Rodney Rowland) (saison 1, épisode 5), le garde (Josh Byer) (saison 1, épisode 7)
- 2001 : Destins croisés : Mikey (Frank Zotter) (saison 1, épisode 16), Michael / Speed (Noah Klar) (saison 1, épisode 19)
- 2001 : Mysterious Ways : Les Chemins de l'étrange : Chad (Matthew Harrison) (saison 1, épisode 16)
- 2001 : Les Médiums : Sandy Molian (Jim Pirri (en)) (saison 1, épisode 3)
- 2001 : Aux portes du cauchemar : Ricardo (Kuigi Amodeo) (saison 1, épisode 5)
- 2001 : Sydney Fox, l'aventurière : Avery Ko (Ho Chow) (2 épisodes), Li Feng (Steven Vincent Leigh) (saison 2, épisode 7)
- 2002 : Ally McBeal : M. Jacobs (Blair Hickey) (saison 4, épisode 21)
- 2002 : Six Feet Under : Brad (Blake Adams) (saison 1, épisode 11)
- 2002 : Odyssey 5 : Harry Mudd (Ted Raimi) (saison 1, épisode 13 : Phoedra)
- 2002 : John Doe : P. J. Fox (Timothy Omundson) (saison 1, épisode 12)
- 2003 :  Les Anges de la nuit : Frankie Spitz (Kristofer McNeely) (2 épisodes)
- 2003 : Bones : Marty Moussa (David Ackert) (saison 3, épisode 9)
- 2003 : Preuve à l'appui : Lewis Pate (Brian Palermo (saison 2, épisode 3)
- 2003 : Le Protecteur : Tof (Jo D. Jonz) (saison 1, épisode 19)
- 2003 : The Shield : T-Bonz (Dex Elliot Sanders) (saison 1, épisode 4)
- 2003 : Sydney Fox, l'aventurière : Tovar (Jonah Lotan) (saison 3, épisode 20)
- 2003 : Urgences : Ken Ambrose (D. C. Douglas) (saison 9, épisode 2)
- 2004 : Newport Beach : Trey Atwood (Bradley Stryker) (2 épisodes)
- 2004 : Preuve à l'appui : Michael Branch (David Burke) (saison 2, épisode 19)
- 2004 : Sue Thomas, l'œil du FBI : Mike Abbott (Geoffrey Pounsett) (saison 1, épisode 17)
- 2005-2007 : The L Word : David Waters (Colin Lawrence) (4 épisodes)
- 2005 : Joey : Bodie Blair (Nat Faxon) (3 épisodes)
- 2005 : Cold Case : Affaires classées : Latrell Richmond (2004) (Ray Campbell) (saison 1, épisode 12)
- 2005 : Kevin Hill : Andrew LaFleur (Josh Randall) (saison 1, épisode 3)
- 2005 : Preuve à l'appui : Frank Jones / Alastair Dark (Silas Weir Mitchell) (saison 3, épisode 10)
- 2005 : Méthode Zoé : Alan Farmer / Brad Pitt (Willie Garson) (saison 2, épisode 8)
- 2005 : Monk : officier Saltore (Nick Spano) (saison 3, épisode 9)
- 2005 : La Star de la famille : le présentateur (Michael Verdi) (2 épisodes)
- 2005 : Ghost Whisperer : Brad Paulson (Christian Camargo) (saison 1, épisode 7)
- 2006 : New York, police judiciaire : Eric Speicher (Mark Feuerstein) (saison 16, épisode 11)
- 2006 : Sue Thomas, l'œil du FBI : le médecin légiste (Johnny Gardhouse) (saison 3, épisode 9)
- 2006 : Weeds : Cash, le garde de sécurité (Todd Stashwick) (saison 1, épisode 9)
- 2007 : Desperate Housewives : Jerry (Mitch Silpa) (3 épisodes)
- 2007 : Cold Case : Affaires classées : David Cage (T. E. Russell) (saison 3, épisode 22), Wilder Dautry (John Hillard) (saison 3, épisode 23)
- 2007 : Pour le meilleur et le pire : Stan (Jerry Lambert) (3 épisodes)
- 2007 : Preuve à l'appui : Peter Cronin (David Shatraw) (saison 5, épisode 15)
- 2008-2011 : Friday Night Light : Glenn Reed (Steven Walters) (9 épisodes)
- 2008 : Flash Gordon : Dr Hans Zarkov (Jody Racicot)
- 2008 : Les Experts : Manhattan : Luke Blade (Criss Angel) (saison 3, épisode 18)
- 2008 : Moonlight : Tucker (Marc Anthony Samuel) (saison 1, épisode 9), Jason Abbott (Eddie McClintock) (saison 1, épisode 14)
- 2009 : Esprits criminels : Deacon Rogers (David Monahan) (saison 3, épisode 17)
- 2010 : Chuck : le recruteur (Larry Cedar) (saison 4, épisode 1)
- 2010 : NCIS : Enquêtes spéciales : le sergent Louis Tibbens (Aaron McPherson) (saison 7, épisode 10)
- 2010 : New York, unité spéciale : Tyler Brunson (Jon Patrick Walker) (saison 10, épisode 21)
- 2011 : The Cape : Travis Hall (Mather Zickel)
- 2011 : The Defenders : Tom Bukant (Andrew Burlinson) (saison 1, épisode 6)
- 2011-2014 : Les Enquêtes de Murdoch : Allen Clegg (Matthew Bennett) (4 épisodes)
- 2012 : NCIS : Enquêtes spéciales : le lieutenant David Hernandez (Derek Ray) (saison 10, épisode 4)
- 2012 : Unforgettable : père Anselm (Peter Benson) (saison 1, épisode 9)
- 2013 : Weeds : Lars Guinard (Rick Ravanello) (saison 6)
- 2013 : Person of Interest : agent spécial Brian Moss (Brian Hutchison) (3 épisodes, saison 2), le lieutenant James Stills (James Hanlon) (saison 1, épisode 1 et saison 2, épisode 20)
- 2013 : Bones : Dr Leonard Thorne (Lennie Loftin) (saison 8, épisode 23), Harris Samuels (Marc Aden Gray) (saison 8, épisode 24)
- 2013 : The Listener : Dan Goodwin (Christopher Jacot (en)) (saison 4, épisode 1)
- 2015 : Grimm : Timothy Perkal (Brian Letscher) (2 épisodes)
- 2015 : Fear the Walking Dead : le lieutenant Moyers (Jamie McShane) (2 épisodes)
- 2018-2020 : Le Protecteur d'Istanbul : Faysal Erdem (Okan Yalabık) (32 épisodes)
- 2020 : The Walking Dead: World Beyond : Cliff (Stirling Gardner) (saison 1, épisode 2) et Gary Plaskett (Kai Lennox) (saison 1, épisode 8)
- 2022 : Le Cabinet de curiosités de Guillermo del Toro : le speaker (Eric Woolfe) (saison 1, épisode 6)
- 2023 : The Mandalorian : le navigateur des survivants (Charles Baker)
- 2024 : Sexy Beast (en) : Ricky Sidhu (Nitin Ganatra)

#### Séries d'animation
- 1978[n 4] : Le Plein de super : Zan (voix de remplacement)
- 1992 : Batman, la série animée : le pilote no 1[n 5], le pilote d'hélicoptère (saison 1, épisode 1 : Le Duel)
- 1992 : Robin des Bois Junior : Alan, le ménestrel
- 1993 : Sandokan : Yanez
- 1997-2001 : Les Aventures de l'ours Paddington : Paddington Brown
- 1997-2000 : Hamtaro : Ernest et M. Yoshi
- 2006 : La Nouvelle Ligue des Justiciers : Carter Hall / Hawkman[n 6] (1re voix - épisode 80 : Réincarnation)
- 2008 : Chop Socky Chooks : Chuckie Chan
- 2008-2014 : Star Wars: The Clone Wars : Bail Organa (8 épisodes)
- 2010 : La Fée Coquillette : Prosper, le petit Koala
- 2012 : Tickety Toc : Pufferty
- 2013 : Kung Fu Panda : L'Incroyable Légende : Maître Yijiro
- 2015 : Dinotrux : Skrap-It
- depuis 2015 : Blaze et les Monster Machines : Pickle
- 2022 : Tales of the Jedi : Bail Organa
- 2023 : Star Wars: The Bad Batch : Bail Organa
- 2023 : Pluto : Adolf Haas

### Jeux vidéo
- 2001 : 007 : Espion pour cible : James Bond
- 2006 : 24 Heures chrono, le jeu : Tony Almeida
- 2008 : Resistance 2 : personnages secondaires
- 2010 : Alan Wake : Thomas Zane et Rusty
- 2012 : Far Cry 3 : voix additionnelles
- 2012 : Tom Clancy's Ghost Recon: Future Soldier : le sergent maître Robert « Pepper » Bonifacio
- 2012 : Call of Duty: Black Ops II : Raul Menendez
- 2013 : Crysis 3 : soldats du CELL
- 2014 : Far Cry 4 : voix additionnelles
- 2015 : League of Legends[7]
- 2015 : The Witcher 3 : Wild Hunt : plusieurs voix
- 2016 : Dishonored 2 : des civils
- 2017 : Dishonored : La Mort de l'Outsider : des civils
- 2017 : Assassin's Creed Origins : voix additionnelles
- 2017 : Star Wars Battlefront II : voix additionnelles
- 2018 : Far Cry 5 : Cameron Burke, le Marshall
- 2018 : Assassin's Creed Odyssey : des mercenaires
- 2018 : Thronebreaker: The Witcher Tales : divers personnages
- 2019 : Tom Clancy's The Division 2 : voix additionnelles
- 2020 : Resident Evil 3 Remake : Nathaniel Bard
- 2020 : Assassin's Creed Valhalla : le bâtisseur d'Asgard
- 2022 : Dying Light 2 Stay Human : voix additionnelles
- 2023 : Final Fantasy XVI : ?
- 2023 : Alan Wake 2 : Grincement et Thomas Zane
- 2024 : Final Fantasy VII Rebirth : Kapono